# Servet Tazegül
Servet Tazegül (Núremberg, RFA, 26 de septiembre de 1988) es un deportista turco que compite en taekwondo.
Participó en tres Juegos Olímpicos de Verano entre los años 2008 y 2016, obteniendo dos medallas: bronce en Pekín 2008 y oro en Londres 2012. Ganó tres medallas en el Campeonato Mundial de Taekwondo entre los años 2009 y 2015, y cinco medallas en el Campeonato Europeo de Taekwondo entre los años 2008 y 2016.

## Palmarés internacional
| Juegos Olímpicos   | Juegos Olímpicos         | Juegos Olímpicos  | Juegos Olímpicos |
| Año                | Lugar                    | Medalla           | Categoría        |
| ------------------ | ------------------------ | ----------------- | ---------------- |
| 2008               | Pekín (China)            | Medalla de bronce | –68 kg           |
| 2012               | Londres (Reino Unido)    | Medalla de oro    | –68 kg           |
| Campeonato Mundial |                          |                   |                  |
| Año                | Lugar                    | Medalla           | Categoría        |
| 2009               | Copenhague (Dinamarca)   | Medalla de bronce | –68 kg           |
| 2011               | Gyeongju (Corea del Sur) | Medalla de oro    | –68 kg           |
| 2015               | Cheliábinsk (Rusia)      | Medalla de oro    | –68 kg           |
| Campeonato Europeo |                          |                   |                  |
| Año                | Lugar                    | Medalla           | Categoría        |
| 2008               | Roma (Italia)            | Medalla de oro    | –67 kg           |
| 2010               | San Petersburgo (Rusia)  | Medalla de oro    | –68 kg           |
| 2012               | Mánchester (Reino Unido) | Medalla de oro    | –68 kg           |
| 2014               | Bakú (Azerbaiyán)        | Medalla de oro    | –68 kg           |
| 2016               | Montreaux (Suiza)        | Medalla de oro    | –68 kg           |